# پرالایا
پرالایا سانسکریت: प्रलय، ت. «destruction»، در کیهان‌شناسی هندو، به معنای انحلال است.
پرالایا دوره‌های زمانی مختلفی را مشخص می‌کند.
در طول هر پرالایا، ده قلمرو پایینی (لوکا) نابود می‌شوند، در حالی که چهار قلمرو بالاتر به نام‌های ساتیا لوکا، تاپا لوکا، جانا لوکا و ماهارلوکا حفظ می‌شوند. در طول هر ماهاپرالایا، تمام ۱۴ قلمرو نابود می‌شوند.

## ذرات دائمی
مکتب وی شیشکا می‌گویند: ذرات دائمی تقسیم ناپذیر و قائم به خود (sat) هستند، حتی هنگام انحلال عالم (Pralaya) که کلیهٔ اجسام مرکب و اشیاء متلاشی می‌شوند، ذرات باقی می‌مانند.